# 100 тона щастие
„100 тона щастие“ е български игрален филм (комедия) от 1977 година на режисьора Петър Б. Василев, по сценарий на Мирон Иванов. Оператор е Яцек Тодоров. Музиката във филма е композирана от Атанас Косев.

## Състав

### Актьорски състав
| Изпълнител                                         | Роля                                      |
| -------------------------------------------------- | ----------------------------------------- |
| Иван Янчев                                         | Михаил (Милчо) Деспотов, главен ритуалчик |
| Кирил Господинов                                   | началника Гъдулков                        |
| Тодор Колев                                        | Филипински                                |
| Диана Христова                                     | Ванда                                     |
| Валентина Борисова                                 | журналистката                             |
| Андрей Чапразов                                    | журналистът                               |
| Кина Мутафова                                      | Деспотова, жената на Милчо                |
| Димитър Панов                                      | дежурния Домусчиев                        |
| Петър Петров                                       | дежурния Мавров                           |
| Николай Узунов                                     | Любен Опаков                              |
| Васил Кирков                                       |                                           |
| Ясен Василев                                       | малкия Ясен                               |
| Георги Наумов                                      | инж. д-р Тошков, зъболекарят              |
| К. Здравкова                                       |                                           |
| К. Казанджиева                                     |                                           |
| Свобода Молерова                                   |                                           |
| Е. Еленкова                                        |                                           |
| Н. Чобанов                                         |                                           |
| Ал. Далов                                          |                                           |
| Н. Томов                                           |                                           |
| Ал. Василев                                        |                                           |
| К. Борносузов                                      |                                           |
| Л. Ценов                                           |                                           |
| Вл. Арнаудов                                       |                                           |
| Вал. Якимов                                        |                                           |
| Г. Ценков                                          |                                           |
| Светослав Пеев (не е посочен в надписите на филма) | (глас зад кадър)                          |